# (11323) Nasu
(11323) Nasu est un astéroïde de la ceinture principale.

## Description
(11323) Nasu est un astéroïde de la ceinture principale. Il fut découvert le 21 août 1995 à Kitami par Kin Endate et Kazuro Watanabe. Il présente une orbite caractérisée par un demi-grand axe de 2,59 UA, une excentricité de 0,17 et une inclinaison de 15,7° par rapport à l'écliptique.

## Compléments